# Herenhuis van Parsonge
Het Herenhuis van Parsonge' (Frans: Manoir de Parsonge) is een kasteel in de Franse gemeente Dardilly. Het kasteel is een beschermd historisch monument sinds 1991.